# Il tempo del sole
Il tempo del sole è il quinto album dei Matia Bazar, pubblicato su vinile dalla Ariston Records (catalogo AR LP 12383) nel 1980, anticipato dal singolo Italian sinfonia/Non mi fermare (1980).

## Descrizione
Raggiunge la 18ª posizione nella classifica italiana degli album più venduti del 1980.
È l'ultimo album con Piero Cassano alle tastiere.
Nel 1991 è stato ristampato su CD e rimasterizzato dalla Virgin Dischi (catalogo MPCID 1013 - 777 7 88119 2).

### El tiempo del sol
Versione promozionale dell'album Il tempo del sole per i mercati di lingua latina, pubblicata dalla Epic Records (catalogo EPC 84976) nel 1980, che contiene le prime due tracce del lato A tradotte e cantate in spagnolo (El tiempo del sol, Nuestra sinfonía).
I due brani sono stati inseriti, rimasterizzati, nella raccolta in due CD Fantasia - Best & Rarities del 2011.

## Tracce
Edizioni musicali La Bussola, eccetto Il tempo del sole: La Bussola/Santa Cecilia.
Lato A
1. Il tempo del sole – 4:36 (testo: Giancarlo Golzi, Aldo Stellita – musica: Antonella Ruggiero, Piero Cassano, Carlo Marrale)
2. Italian sinfonia – 4:12 (testo: Giancarlo Golzi, Aldo Stellita – musica: Antonella Ruggiero, Piero Cassano, Carlo Marrale)
3. Se lei – 3:58 (testo: Giancarlo Golzi, Aldo Stellita – musica: Antonella Ruggiero, Carlo Marrale)
4. Senzaguai[5] – 4:10 (testo: Aldo Stellita – musica: Piero Cassano)
5. Ti conosco bene – 4:08 (testo: Aldo Stellita – musica: Piero Cassano)

Lato B
1. Una persona normale – 5:00 (testo: Aldo Stellita – musica: Piero Cassano)
2. Non mi fermare – 5:20 (testo: Giancarlo Golzi, Aldo Stellita – musica: Antonella Ruggiero, Piero Cassano, Carlo Marrale)
3. Mio bel Pierrot – 4:11 (testo: Giancarlo Golzi, Aldo Stellita – musica: Antonella Ruggiero, Piero Cassano, Carlo Marrale)
4. Ricordi – 5:58 (testo: Giancarlo Golzi, Aldo Stellita – musica: Antonella Ruggiero, Piero Cassano, Carlo Marrale)

## Formazione
- Antonella Ruggiero - voce, cembalo, armonica, percussioni
- Piero Cassano - tastiere, organo Hammond, sintetizzatore, voce
- Carlo Marrale - chitarra acustica, chitarra elettrica, voce
- Aldo Stellita - basso
- Giancarlo Golzi - batteria

## Classifiche
| Classifica (1980) | Posizione raggiunta |
| ----------------- | ------------------- |
| Italia            | 10                  |